# حلقه پیش‌پوست

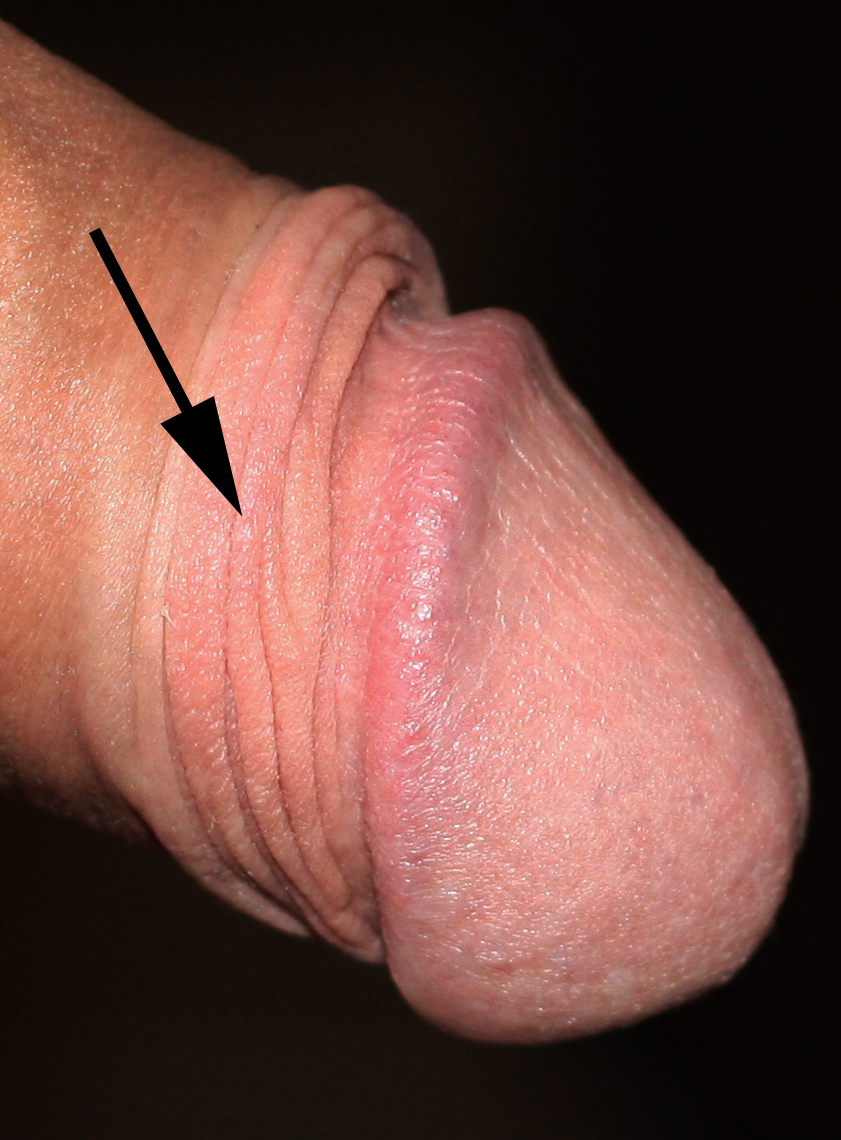
پیکان به مرز بین حلقه پیش‌پوست با پوست حقیقی پیش‌پوست اشاره می‌کند.

حلقه پیش‌پوست یا نوار مضرس (به انگلیسی: preputial ring یا ridged band) نواری متشکل از اعصاب فراوان و پوست چروک است که در بخش انتهایی پیش‌پوست قراردارد.
آسیب‌شناس و پژوهشگر پزشکی کانادایی، جان آر تایلر، برای نخستین بار از اصطلاح نوار مضرس استفاده کرد. او حلقه پیش‌پوست را در دومین گردهمایی بین‌المللی پیرامون ختنه که توسط سازمان ملی داده‌های مراکز منابع ختنه در سان فرانسیسکو در سال ۱۹۹۱ میلادی سازمان‌دهی شده‌بود، توصیف کرد. در این پژوهش پیش‌پوست ۲۲ مرد که در کالبدشکافی به دست آمده‌بودند بررسی شدند. میانگین سن این افراد ۳۷ سال بود؛ محدوده ۲۲ تا ۵۸ سال. پیش‌پوست با دقت از از لحاظ بافت‌شناسی مورد مطالعه قرارگرفت.
اصطلاح نوار مضرس توسط تایلر در مطالعه آناتومیک پی‌پوست که در مجله اورولوژی بریتانیا در سال ۱۹۹۶ میلادی منتشرشد، استفاده‌شد. در ختنه تمام یا بخشی از حلقه پیش‌پوست برداشته می‌شود.

## ساختار

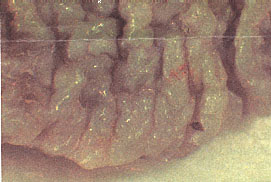
بخشی از حلقه پیش‌پوست با بزرگنمایی ده‌برابر. این لایه مخاطی بسیار حساس و پُر عصب، دارای شیارها و برآمدگی‌های زیادی است که با افزایش سطح سبب افزایش میزان حساسیت می‌شوند.

تایلر حلقه پیش‌پوست را به عنوان نوار مضرس متقاطع لایه مخاطی توصیف‌کرد که در داخل و نوک پیش‌پوست در نزدیکی مرز مخاطی که با نام اسفنکتر پیش‌پوست نیز شناخته‌می‌شود، قراردارد. او حلقه پیش‌پوست را به عنوان بخش دارای رگ‌های خونی فراوان و اعصاب فراوان توصیف‌کرد و بیان‌کرد این بخش دارای کاروسکولهای ماینز بیشتری نسبت به لایه مخاطی پیش‌پوست است و اینکه این کاروسکولهای لمسی در برآمدگی‌های چروک‌های حلقه پیش‌پوست یافت می‌شوند.

## کارکرد
پیش‌پوست به همراه حلقه پیش‌پوست، نقاط ویژه نواحی شهوت‌خیز به‌شمار می‌آیند.
تایلر باور داشت حلقه پیش‌پوست با ساختار استثنایی خود، کاروسکولهای لمسی و دیگر عصب‌ها، در درجه اول نقش یک بافت حسی را دارد. او برانگاشت که کاروسکولهای ماینز وظیفه تشخیص کشیدگی را برعهده دارند:
عقب‌کشیدن و کشش این ساختار آکاردئونی شکل سبب واکنش انقباضی ماهیچه پیازی‌اسفنجی می‌شود.
تایلر برانگاشت که کارکرد اصلی حلقه پیش‌پوست راه‌اندازی واکنش‌های جنسی است. او در نامه‌ای به مجله بین‌المللی اورولوژی بریتانیا در سال ۲۰۰۷ میلادی نوشت:
مطالعه اولیه نشان‌می‌دهد که اهمیت اصلی نوار مضرس در آمیزش جنسی مربوط به توانایی راه‌اندازی واکنش انقباضی ماهیچه‌هایی است که وظیفه انزال را برعهده دارند.
تایلر در مجله پزشکی جنسی در سال ۲۰۰۷ میلادی نوشت:
هم سرنره و هم پیش‌پوست با یک ناحیه پیوندگاهی مخاطی آلت‌تناسلی مردی هم‌بخشی می‌کنند. ممکن است که این دو ساختار به‌ظاهر غیرمشابه، در حقیقت کارکردهای مشابهی در رابطه با واکنش‌های جنسی داشته باشند تا ادراک لمس.
تایلر باور داشت برداشتن پیش‌پوست و حلقه پیش‌پوست به کارکردهای واکنشی آلت مردی خدشه وارد می‌کند؛ اما دقیقاً چگونه و تا چه میزان مشخص نیست.[۴] پژوهش‌های جدید نشان می‌دهند که واکنش ماهیچه پیازی‌اسفنجی در ۷۳٪ مردان ختنه‌شده به سبب برداشتن پیش‌پوست و حلقه آن، وجود ندارد.

### تصاویر بیشتر
- Dr John Taylor's illustrations
- Your Anatomy Site illustrating the ridged band
- Ridged band and frenulum SexDictionary.info

## برای مطالعهٔ بیشتر
- Kristen O'Hara with Jeffrey O'Hara. Sex as Nature Intended It. Hudson, Massachusetts: Turning Point Publications, 2001: pp. 139, 148-49. (شابک ‎۰−۹۷۰۰۴۴۲−۰−۸0-9700442-0-8)
- Paul Fleiss, M.D. and Frederick Hodges, D. Phil. What Your Doctor May Not Tell You About Circumcision. New York: Warner Books, 2002: pp. 7–8, 13, 14. (شابک ‎۰−۴۴۶−۶۷۸۸۰−۵0-446-67880-5)